# Nevado Illimani
Le Nevado Illimani, culminant à 6 462 mètres d'altitude, est une montagne bolivienne situé dans la cordillère Orientale des Andes et plus spécifiquement au sein de la cordillère Royale.

## Géographie
Le Nevado Illimani est situé au sud-est de la ville de La Paz entre les provinces de Murillo et du Sud Yungas.
Étincelant de neiges éternelles, il arbore quatre pics principaux : le pico Paris, le pico del Indio, le pico Kuhm et enfin le Cumbre La Paz situé au centre du massif et est également connu sous le nom de Condor. Pour cette raison, on dit de cette montagne qu'elle est la « sentinelle » de La Paz. Il a été adoré comme une véritable divinité par les peuples autochtones avant la christianisation de la région. On trouve par ailleurs dans les strates rocheuses de la montagne des minéraux d'une grande diversité.

## Histoire

### Premières mesures
En 1827, le géographe irlandais Joseph Barclay Pentland (1797-1873) explore la Bolivie et mesure des sommets bien plus hauts que le Chimborazo : le Nevado de Sorata (aujourd'hui Illampu, coté 6 421 mètres) à 25 250 pieds (3 949 toises ou 7 796 m) et le Nevado d'Illimani (aujourd'hui coté à 6 462 mètres) à 23 999 pieds (3 753 toises ou 7 315 m). Il envoie ces mesures très surestimées, à François Arago qui les publie dans l'Annuaire du Bureau des longitudes pour 1830. De 1830 à 1848, le Sorata et l'Illimani sont donc réputés les plus hauts sommets d'Amérique du Sud, quand Pentland publie une carte du bassin du lac Titicaca, avec des altitudes corrigées, à 21 286 et 21 149 pieds.

### Ascensions
- 1877 - Charles Wiener, M. de Grumblow et José Ocampo atteignent un sommet secondaire qu'ils nomment pic de Paris (pico Paris)
- 1898 - Première ascension par William Martin Conway, Jean-Antoine Maquignaz, Ange Maquignaz et Louis Pellissier
- 1915 - Deuxième ascension par A. Schulze, E. Bengel, R. Dienst et E. Overlack
- 1928 - Ascension en solitaire par Erwin Hein
- 2010 - Ouverture de Deliver me dans la face sud par Florian Hill et Robert Rauch en style alpin[2].
- 2015 - Ouverture de Por la vida, à partir de la voie Hubert Ducroz dans la face sud, par Thomas Arfi et Manu Chance[3].
- 2015 - Ouverture de la Directe italienne en face sud, par Marco Farina et Marco Majori.